# Besalú grófság
Besalú grófság (katalánul: Comtat de Besalú, latinul: Comitatus Bisuldunensis) egy középkori közigazgatási egység Katalóniában. Többször változó területe többé-kevésbé a jelenlegi Garrotxa (spanyolul: La Garrocha) járásénak (comarca) felel meg.

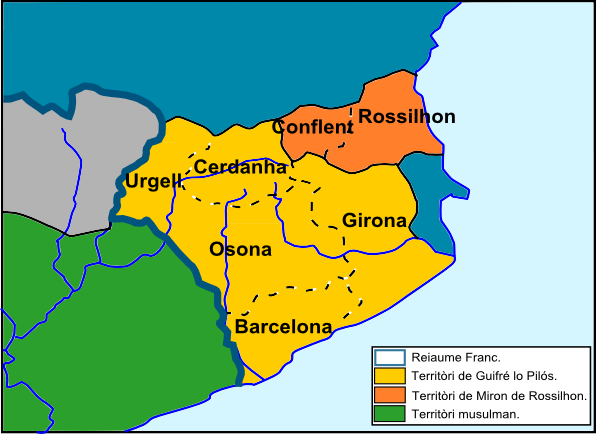
Szőrös Wilfred barcelonai gróf és I. Gausfred empúriai gróf (később herceg) birtokai a 9. század végén

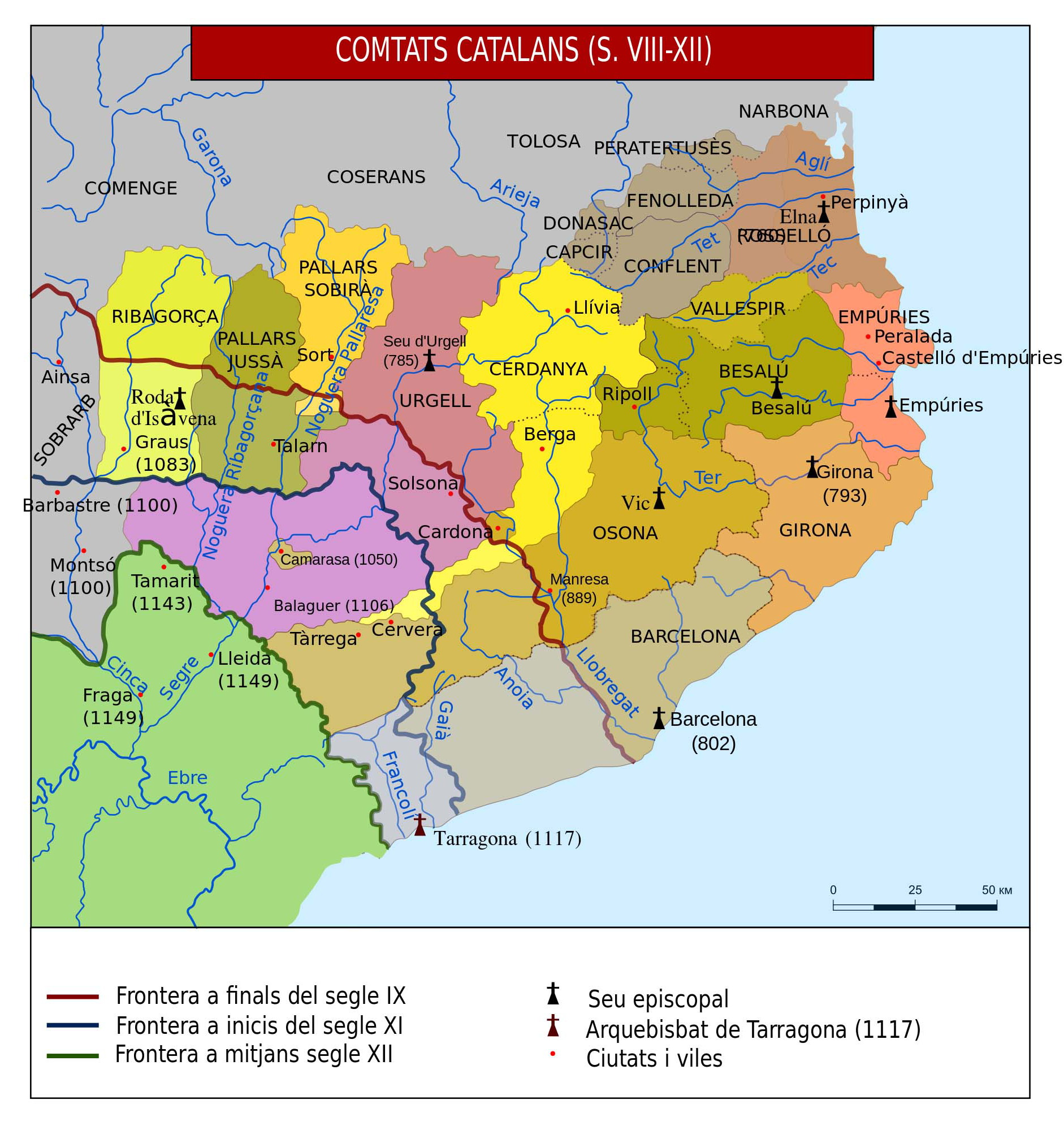
A mór–keresztény határ délnek tolódása a 8–12. században

## Történelme
Területét Jámbor Lajos 785-ben foglalta vissza a móroktól. 795-ben, amikor Nagy Károly afféle ütközőzónának létrehozta Marca Hispanica tartományt, Besalút nem önálló grófságként, hanem Girona grófság pagusaként (alárendelt közigazgatási egységeként) alakította ki (gyaníthatóan valamilyen, korábban ott létezett adminisztratív egység nyomán). Területe ekkor felölelte a teljes jelenlegi Garrotxa járást, annak határain túl a mostani Ripollès (spanyolul: Ripollés) járásban Montgrony és Setcases falvakat, Alt Empordà (spanyolul Alto Ampurdán) járásban (Agullana és Figueres falvakat, valamint a jelenlegi Pla de l’Estany járásba tartozó Banyoles falut is. Kiterjedése később többször változott; egy időben egészen a mai Franciaországban fekvő Corbières faluig nyúlt északnak. Történelmének nagy részében pagus státuszban maradt, csak egy bő évszázadnyi ideig volt önálló grófság.

### A kezdeti időszakban
812-ben Jámbor Lajos Akvitánia királyaként a Girona grófságot és annak részeként Besalút a 800–801-es hadjáratban csapatait vezető Berà hűbérébe adta. Berà ezzel már öt grófság ura lett: Barcelonát 801-ben kapta meg,  Razèst és Conflentet ugyancsak 812-ben örökölte meg apjától. A tartomány területi felosztását Lajos 817-ben kelt, Ordinatio Imperii című rendeletével megerősítette. Ez a felosztás nem bizonyult hosszú életűnek: 820-ban Gaucelm roussilloni gróf vádaskodására Nagy Károly leváltotta Beràt hivatalaiból. Mivel azonban Jámbor Lajos a vádakat megalapozatlanoknak találta, kivégzés helyett mindössze Rouenba száműzte Beràt, akinek grófságait Rampó kapta meg.
Rampó hat év múlva meghalt, és grófságait az ifjú Septimaniai Bernát örökölte. Uralma ellen hamarosan felkelés tört ki egy bizonyos s Aisso vezetésével. A felkelőkhöz több helyi előkelőség csatlakozott, mint például Guillemó (Guillemundus), Conflent és Razés grófja, Berà barcelonai gróf fia. Az ifjú Bernát elmenekült, hogy a császártól kérjen segítséget; rajta kívül csak néhány helybéli gót nemes támogatásában bízhatott. I. Pipin aquitániai király helyreállította a korábbi állapotokat és visszahelyezte tisztségébe Septimaniai Bernátot. A lázadó vezérek elmenekültek, és életük hátralevő részét száműzetésben, Córdobában töltötték. Ez elég rövid idő volt: Guillemó még abban az évben meghalt, Aissót pedig az emír pedig hamarosan összeesküvéssel gyanúsította meg és kivégeztette.
Lajos uralma alatt vált dominánssá Marca Hispanica grófságaiban a manorializmus (kastélyrendszerű gazdálkodás). A jobbágyok többsége bennszülött vizigót vagy baszk kivándorló volt. Pallarsból kiindulva újraéledtek a monasztikus hagyományok. Egy sor új kolostort, illetve apátságot alapítottak. Kopasz Károly 871ben felosztotta a grófságot, amelynek kisebbik részét Urgellhez, a nagyobbikat Cerdanyához csatolta. Szőrös Wilfred sikerrel egyesítette a környék több grófságát, majd a Castellarisnak nevezett elővár építésével megerősítette Besalút. Ezután önálló grófsággá alakította és öccsére, Radulfra ruházta az addigi pagust.

### Besalú grófjai
- 878–912 Radulf — 912-ben leváltották; utána még nyolc évet élt,
- 912–927 I. (Ifjabb) Miró,
- 927–941 Ribagorzai Ava, Miró özvegye — régensként II. Wilfred nagykorúvá válásáig
- 927–957 (II.) Wilfred,
- 957–965 II. Sunifred, Cerdanya grófja, Wilfred bátyja,
- 968-984 III. Miró, Cerdanya és Besalú grófja, Miró harmadik fia;
- 968-988 Oliba Cabreta, Miró negyedik fia, Besalú, Cerdanya, Berga és Ripoll grófja. Legkisebb fia, a későbbi Oliba apát számára leválasztotta Cerdanyából Berga, Besalúból pedig Ripoll grófságot
- 988–1020 I. Bernát (Tallaferro Bernát, illetve Bernard Tallaferro),
- 1020–1052 I. Vilmos,
- 1052–1066 II. Vilmos,
- 1066–1100 II. Bernát,
- 1100–1111 III. Bernát,

### Besalú vikomtjai
A latin Basso kifejezés nyomán gyakran Bas néven emlegetett Besalúi algrófság korlátozott önállóságot élvezett a grófságon belül. A vikomt tisztségét Cervera-ház (a néz az ugyancsak latin Cervaria szóból származik, és Cerveró(n), illetve Cervelló(n) alakban is előfordul) tagjai örökítették egymásra.
- kb. 986-tól I. Bernát,
- kb. 1000-től Hugó,
- 1079–1115 I. Adelárd (Udalard),
- 1115–1123 II. Adelárd (Udalard),
- 1123–1127 I. Péter I,
- 1127–1142 Beatrice, 
  - 1127–1130 I. Ponce Hugó, Beatrice férje
- kb. 1130–1140 II. Péter (társvikomt 1130–1140),
- 1140–1155 II. Ponce (társvikomt 1140–1142),
- 1155–1185 I. Hugó,
- 1185–1195 III. Ponce, régens
- 1195–1198 III. Péter, régens
- 1198 II. Hugó (névlegesen 1185–1221)
- 1198–1220 III. Hugó, régens
- 1221–1241 IV. Péter,
  - 1220–1231 Eldiarda, régens,
- 1231–1247 Simon, (1241-ig régensként)
- 1247–1280 Szibilla,
- 1262–1277 IV. Hugó, Szibilla férje
- 1280–1285 V. Péter, III. Péter néven Aragónia királya
- 1285–1291 IV. Ponce,
- 1291–1300 Hugh V,
- 1300–1315 confiscated by the crown,
- 1315–1322 Ponce V,
- 1322–1331 Rajmund (Raymond),
- 1331-ben a tisztség átmenetileg átszármazott a koronára
- 1331–1335 VI. Hugó,
- 1335–1354 II. Bernát,
- 1335–1352 között a tisztség átszármazott a koronára,
- 1354–1368 III. Bernát,
- 1368–1381 között a tisztség átszármazott a koronára,
- 1381–1756 között a tisztség átszármazott a Cabrera-házra,

### Cerdanyáhaz csatolva
Radulf, Besalú első grófja valamikor 912–920 között meghalt, és birtokait az Ifjabbnak nevezett I. Miró Cerdanyához csatolta annak ellenére, hogy azokat Sunyer, Barcelona és Girona grófja is szerette volna megszerezni. Miró 927-ben halt meg, és Cerdanyát legidősebb fiára, Sunifredre, Besalút pedig a másodszülött Wilfredre hagyta azzal, hogy Wilfred ismerje el hűbérurának Sunifredet. Harmadik, illetve negyedik fia számára hasonló feltételekkel leválasztotta Cerdanyából Bergát, Besalúból pedig Ripollt. A fiúk nagykorúvá válásáig a grófságokat régensként anyjuk, Ava kormányozta.
929-ben Oliba Cabreta több királyi földet és jogot kapott meg Besalúban Rudolf királytól. 840 körül Wilfrednek is sikerült gyarapítania birtokait, amikor vikomtja, Unifred csalárd módon elérte, hogy IV. Lajos király némely földeket Osonától az ő birtokaihoz csatoljon át.
Wilfred gróf személyesen kereste fel Lajos királyt, hogy különféle kiváltságokat kérjen tőle a bátyjával közösen, Camprodonban alapított (és máig működő) Sant Pere de Camprodon benedikánus kolostor számára. Sunifred (részben Wilfreddel közösen) az alábbi egyházi intézményeket alapította, illetve finanszírozta:
- 951: Ripolli Szent Mária kolostor Ripollban (alapította),
- 951: Lagrasse-i Szent Mária apátság (Abbaye Sainte-Marie de Lagrasse or Abbaye Sainte-Marie-d'Orbieu) Lagrasse-ban (alapította),
- 953: Cuxai Szent Mihály kolostor (Saint-Michel-de-Cuxa) és templom (Codalet-ben; fizette építését),
- Sant Pere de Rodès kolostor (Rodèsban; fizette fenntartását).

943-ban Sunyer követelését érvényesítendő erővel tört Besalúra és Ripollra, II. Sunifred pedig minden erejével Wilfred segítségére sietett. A fivérek megismételték hűbéri esküjüket a koronának, és ezután többször is „márkinak” titulálták magukat — ezt a címet a király ugyan nem adta meg nekik, de használatát nem is kifogásolta.
A 10. század második felében jelentősen megnőtt Cerdanya és Besalú grófjainak hatalma és tekintélye, mígnem 957-ben Besalút komolyan megrázta a (45 évvel korábban) leváltott Radulf gróf fiainak felkelése — ezt a helyi nemesek nem támogatták, de a jobbágyok tömegesen csatlakoztak hozzá. Wilfredet megölte egy orgyilkos, de Sunifred leverte a felkelést és kisajátította a lázadók birtokait. Miután ő is meghalt, a grófságokat III. Miró örökölte. Ő Besalút öccsének, Oliba Cabretának adta hűbérbe, majd 971-ben, amikor Miró Girona püspöke lett, újra egyesítette azt Cerdanyával.
979-ben Oliba Cabreta birtokaihoz csatolta Bergát és Ripollt, majd 984-ben I. Roger, Carcassonne grófja lemondott a javára Capcirról.

### Az önálló grófság
988-ban Oliba Cabreta elhagyta Besalút, és Monte Cassinóba költözött és birtokai közül Besalút — valamint Fenouillèdest és Peyrepertuse várát — Empúriai Ermengárdtól született fiai közül a legidősebb, I. Bernátra (Bernard Tallaferróra) hagyta. (A második fiú, Wilfred kapta Cerdanyát és Conflentet, a harmadik, a későbbi Oliba apát Ripollt és Bergát, a negyedik fiú, Berengár pedig Elne püspöke lett (993–994 közt). A fiúk nagykorúvá válásáig anyjuk lett a grófságok régense (Cerdanyában 941-ig).
Oliba 1002-ben apját és öccsét követve egyházi pályára lépett; birtokait Bernátra hagyta.
Ezzel Cerdanya és Besalú bő egy évszázadra különvált:
- II. Wilfred lett Cerdanya és Conflent grófja,
- I. Bernát pedig Besalúé, Bergáé és Ripollé.

Ermengárd valamikor 994 után meghalt, és Bernát örökölte tőle Vallespirt.
A 10. század vége és a 11. század eleje kivételesen nyugodalmas időszak volt Katalónia történelmében, és miután lezárult Oliba Cabreta viszálykodása Carcassonne grófjaival, teljes lett a béke. A Karoling-uralom dacára Besalúban 1031-ig a vizigót törvények maradtak érvényben. 969–1020 között a grófság saját pénzt vert, bár abból egyetlen érme sem maradt az utókorra. 1020–1111 között háromféle ezüstpénzt vertek, ezeket a legszebb rajzolatú román stílusú pénzérmék között tartják számon.
1066-ban II. Vilmos gróf halálával a grófságot II. Bernát örökölte, és ő maga mellé emelte társgrófnak a fiát, III. Bernátot. 1100-ban a mérsékelt és nyugodt természetű II. Bernát is elhunyt, és III. Bernát immár saját jogán, egyedül lett gróf. Őt a helyi nemesek egyáltalán nem kedvelték, és III. (Nagy) Rajmund Berengár barcelonai gróf befolyása folyamatosan nőtt a térségben.
A 12. század elején Besalú területe a Pireneusok északi oldalán egészen Corbières-ig ért. Fontosabb várai az alábbiak voltak:
- Tautavel,
- Vingrau,
- Queribus,
- Aguilar
- Peyrepertuse.

1107-ben III. Bernát Rajmund Berengár lányát, Jimenát vette feleségül. A házassági szerződéssel hozományként megkapta Osona grófságot és a Vici püspökséget (azok váraival). Ennek ellentételeként Bernát Barcelona grófját tette meg örökösének arra az esetre, ha gyermektelenül halna meg. Ekkor már ötven éves volt (idősebb, mint apósa), Jimena pedig mindössze 7–8 éves. Távolról sem meglepő módon Bernát meghalt még azelőtt, hogy a házasságot elhálhatták volna, de a hajlott korában egyre döntésképtelenebb gróf már ez előtt belenyugodott abba, hogy a grófságot gyakorlatilag Rajmund Berengár kormányozza.

#### A besalúi egyházmegye
Katalónia legfontosabb kolostorai közül meglehetősen sok állt Besalúban:
- Sant Joan de les Abadesses kolostora,
- a Ripolli Szent Mária kolostor,
- a Cuxai Szent Mihály kolostor Saint-Michel-de-Cuxa Codalet-ben és
- a Lagrasse-i Szent Mária apátság
- Banyoles kolostora,
- a Sant Pere de Camprodon benedikánus kolostor (Camprodonban) és a
- Sant Pau de Fenollet kolostora,

a grófságnak mégse volt saját püspöksége; a kolostorok vici, a gironai, illetve az elnei egyházmegyéhez tartoztak. 1017-ben VIII. Benedek pápa engedélyt adott III. Bernátnak saját egyházmegye alapítására. Bernát az abadessesi és a fenolleti kolostor apátjainak tiltakozásával dacolva maga alapította meg a püspökséget, amelynek első püspökévé saját fiát, Wilfredet, Sant Joan de les Abadesses kolostorának addigi apátját tette.
Amikor III. Bernát 1020-ban elhunyt, az új püspök támogató nélkül maradt. Amikor belátta, hogy helyzete tarthatatlan, visszavonult kolostorába. Az egyházmegye püspök nélkül maradt, ami után Girona és Vic püspökei újra érvényesítették régi jogaikat.

### Barcelona, majd Aragónia részeként
1111-ben végleg a Barcelonai grófság (majd ennek utódaként Aragónia) részévé vált. Ezt rossz szemmel nézte Bernát, Cerdanya grófja, aki a hagyomány szerint a besalúi grófok hűbérurának tekintette magát. A konfliktust úgy simították el, hogy Rajmund Berengár átengedte Cerdanyának a Pireneusok gerincétől északra fekvő Vallespirt, Fenolledèst, Peyrepertuse-t és Castellnou-t.
Besalú egykori északi részét Cerdanya grófságtól Franciaország szerezte meg. Aragónia és Franciaország határát az 1258. május 11-én megkötött corbeili szerződés rendezte, és Peyrepertuse fontos határvárrá vált. IX. (Szent) Lajos francia király a várat jelentősen megnövelte és megerősítette; a látványos falak nagyrészt máig állnak.

## Fordítás
- Ez a szócikk részben vagy egészben  a   County of Besalú című angol Wikipédia-szócikk ezen változatának fordításán alapul.  Az eredeti cikk szerkesztőit annak laptörténete sorolja fel. Ez a jelzés csupán a megfogalmazás eredetét és a szerzői jogokat jelzi, nem szolgál a cikkben szereplő információk forrásmegjelöléseként.
- Ez a szócikk részben vagy egészben  a   Bera, Count of Barcelona című angol Wikipédia-szócikk ezen változatának fordításán alapul.  Az eredeti cikk szerkesztőit annak laptörténete sorolja fel. Ez a jelzés csupán a megfogalmazás eredetét és a szerzői jogokat jelzi, nem szolgál a cikkben szereplő információk forrásmegjelöléseként.
- Ez a szócikk részben vagy egészben  a   County of Osona című angol Wikipédia-szócikk ezen változatának fordításán alapul.  Az eredeti cikk szerkesztőit annak laptörténete sorolja fel. Ez a jelzés csupán a megfogalmazás eredetét és a szerzői jogokat jelzi, nem szolgál a cikkben szereplő információk forrásmegjelöléseként.
- Ez a szócikk részben vagy egészben  az   Oliba Cabreta című angol Wikipédia-szócikk ezen változatának fordításán alapul.  Az eredeti cikk szerkesztőit annak laptörténete sorolja fel. Ez a jelzés csupán a megfogalmazás eredetét és a szerzői jogokat jelzi, nem szolgál a cikkben szereplő információk forrásmegjelöléseként.